# أركاديا للعلوم الحيوية
أركاديا للعلوم الحيوية هي شركة تقنية حيوية زراعية أمريكية متداولة علنًا يقع مقرها الرئيسي في مدينة دافيس بولاية كاليفورنيا، وهي مملوكة جزئيًا لشركة مورال كومباس كوربوريشن. تعمل شركة أركاديا للعلوم الحيوية بشكل رئيسي على تطوير خواص النباتات لتعزيز جودة المحاصيل وإنتاجيتها.
طوّرت شركة أركاديا للعلوم الحيوية مجموعة متنوعة من محاصيل القمح منخفضة الغلوتين وذات النشا المحسن، والتي باعتها في الأسواق تحت الاسم التجاري غودويل. طورت شركة أركاديا للعلوم الحيوية أيضًا مشروعًا مشتركًا مع شركة بيوسيرز، والذي حمل اسم فيرديكا، وسعى إلى تطوير وتسويق تقنية إتش بي 4 (HB4) في محاصيل فول الصويا، وهي التقنية التي حصلت على موافقة إدارة الغذاء والدواء الأمريكية في عام 2017، وأدّت إلى زيادة إنتاجية محاصيل فول الصويا بنسبة تصل إلى 30٪ مع جعل النبات أكثر مقاومة للإجهاد غير الحيوي مثل الجفاف.

## روابط خارجية
- الموقع الرسمي